# Friedhofsteich
Der Friedhofsteich (auch Teich am Granauer Berg genannt) ist ein stehendes Gewässer im Westen der Stadt Halle (Saale).

## Entstehung
Er entstand in dem Tagebaurestloch der stillgelegten pfännerschaftlichen Braunkohlegrube „Alt-Zscherben“ (vormals „Königlich-Preußische Braunkohlengrube bei Zscherben“), deren Kohle (ab 1876 mit der Pfännerschaftlichen Kohlebahn) hauptsächlich an die halleschen Salinen geliefert wurde. Der Abbaubetrieb dauerte mindestens bis Juli 1944, möglicherweise auch noch etwas über das Ende des Zweiten Weltkrieges hinaus.

## Beschreibung
Der Teich hat eine Wasserfläche von 5,3 ha und eine maximale Tiefe von 20 m. Er ist seit 1979 als Flächennaturdenkmal unter Schutz gestellt.

## Etymologie

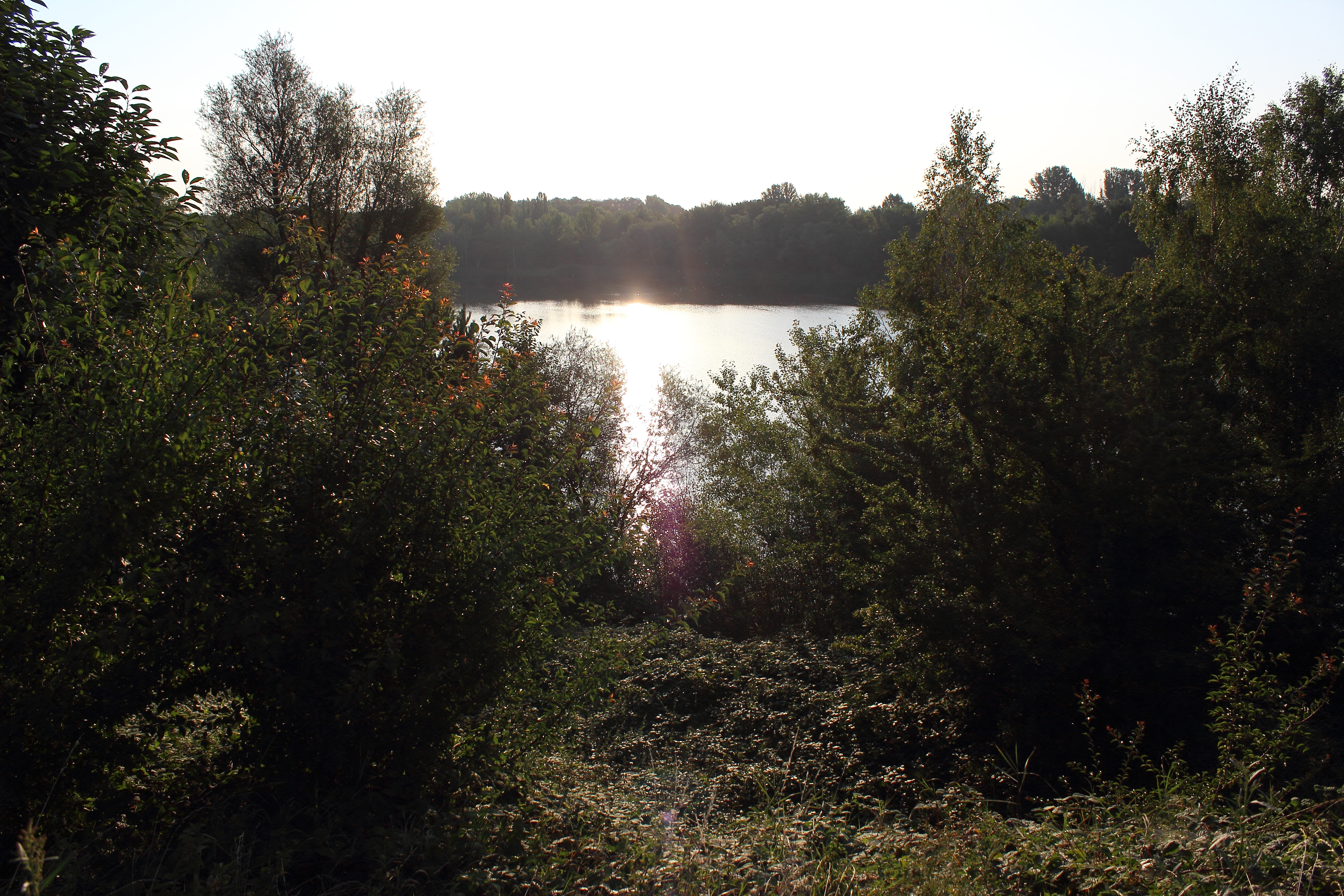
Friedhofsteich – Ansicht von Westen – Sonnenaufgang

Die Namen sind vom nahen Friedhof von Halle-Neustadt bzw. von der seit dem Dreißigjährigen Krieg wüsten Siedlung Granau abgeleitet.